# 國立花蓮特殊教育學校
國立花蓮特殊教育學校是花蓮縣吉安鄉的特殊學校，隸屬於中華民國教育部，創立於1992年。學校招收國小、國中、高職階段且持有身心障礙手冊的學齡學生。

## 介紹
臺灣省政府教育廳為了平衡臺灣東部地區的特殊教育發展，在1991年開始籌備設立花蓮啟智學校，校地分為美崙、吉安校區，美崙校區位在府後路2號，是利用已裁撤的民族國小整修使用，吉安校區則依都市計畫徵收建造新校舍。在美崙校區的校舍完工後，「臺灣省立花蓮啟智學校」在1992年7月1日奉准設立。吉安校區經徵收及興建工程，在1996年7月完工。1997年2月，實習處及高職部學生從美崙校區遷至吉安校區上課。1998年2月，行政中心及國中部學生亦遷移至吉安校區。
2000年2月1日，學校配合政府精省政策，改為「國立花蓮啟智學校」。2007年8月1日，國小部遷至吉安校區，至此兩校區教學、行政合而為一。2014年8月1日，為了去除啟智學校的標籤化印象，更名為「國立花蓮特殊教育學校」。
另外，美崙校區目前是「花蓮縣政府婦幼親創園區」，在2021年12月啟用。

## 資料來源
1. ↑  國立花蓮特殊教育學校. .
2. 1 2  國立花蓮特殊教育學校. .
3. ↑  . 自由時報. 2014-08-02.
4. ↑  . 台灣好新聞. 2021-12-26.